# John E. Sununu
John Edward Sununu, född 10 september 1964 i Boston, är en amerikansk republikansk politiker. Han var ledamot av USA:s senat från delstaten New Hampshire 2003–2009. Han var ledamot av USA:s representanthus 1997–2003. 
Han är son till John H. Sununu som var New Hampshires guvernör 1983–1989 och hans yngre bror, Chris Sununu, är New Hampshires guvernör sedan 2017.
Sununu är katolik av palestinsk-libanesisk och irländsk härkomst. Han avlade både grundexamen och masterexamen vid Massachusetts Institute of Technology. Sedan blev han 1991 MBA vid Harvard University.